# Vườn quốc gia Anamudi Shola

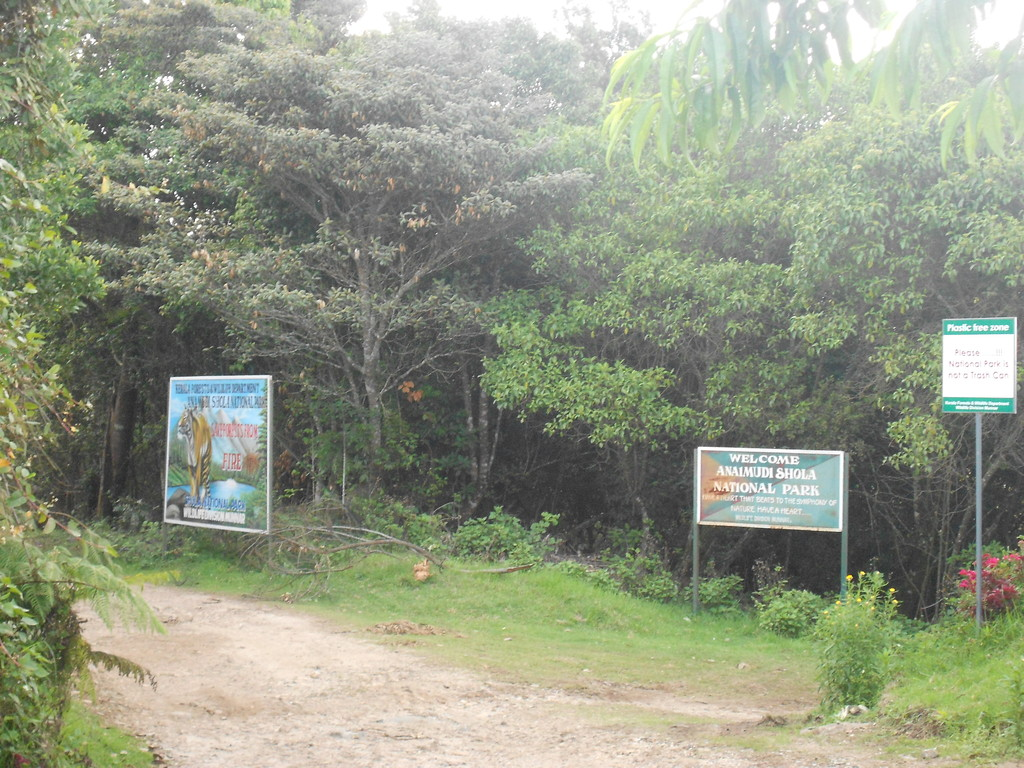
Vườn quốc gia Anamudi Shola

Vườn quốc gia Anamudi Shola (Malayalam: ആനമുടി ഷോല ദേശീയ ഉദ്യാനം) là một vườn quốc gia nằm dọc theo Ghat Tây thuộc huyện Idukkit, tiểu bang Kerala, miền Nam Ấn Độ. Vườn quốc gia này có diện tích 7,5 km² thông qua một dự thảo thành lập ngày 21 tháng 11 năm 2003.
Nó tiếp giáp với các vườn quốc gia Mathikettan Shola, Eravikulam, Pambadum Shola, Khu bảo tồn động vật hoang dã Chinnar và Khu bảo tồn Kurinjimala. Vườn quốc gia là một phần của Di sản thế giới Ghat Tây được UNESCO công nhận vào năm 2012.